# Audrey Phaneuf
Audrey Phaneuf (Boucherville, 26 marzo 1996) è una pattinatrice di short track canadese.

## Biografia
Si è formata al Maisonneuve College di Montréal. Dal 2014 è entrata nel giro della nazionale canadese di short track, allenata dal commessario tecnico Frédéric Blackburn. Ai campionati mondiali di Seul 2016 ha vinto la medaglia d'argento nella staffetta 3.000 metri.

## Palmarès

### Mondiali
- Campionati mondiali

Seul 2016: argento nella staffetta 3000 m;